# Lymeon lepidus
Lymeon lepidus är en stekelart som först beskrevs av Brulle 1846.  Lymeon lepidus ingår i släktet Lymeon och familjen brokparasitsteklar. Inga underarter finns listade i Catalogue of Life.